# Мідлюм (Нідерланди)
Мідлюм (нід. Midlum) — село в нідерландській провінції Фрисландія. Входить до муніципалітету Гарлінген.
Його площа становить 4,63км², а населення станом на 2021 рік складало 615 осіб.
Перша згадка про населений пункт датується 13-им сторіччям.

## Галерея

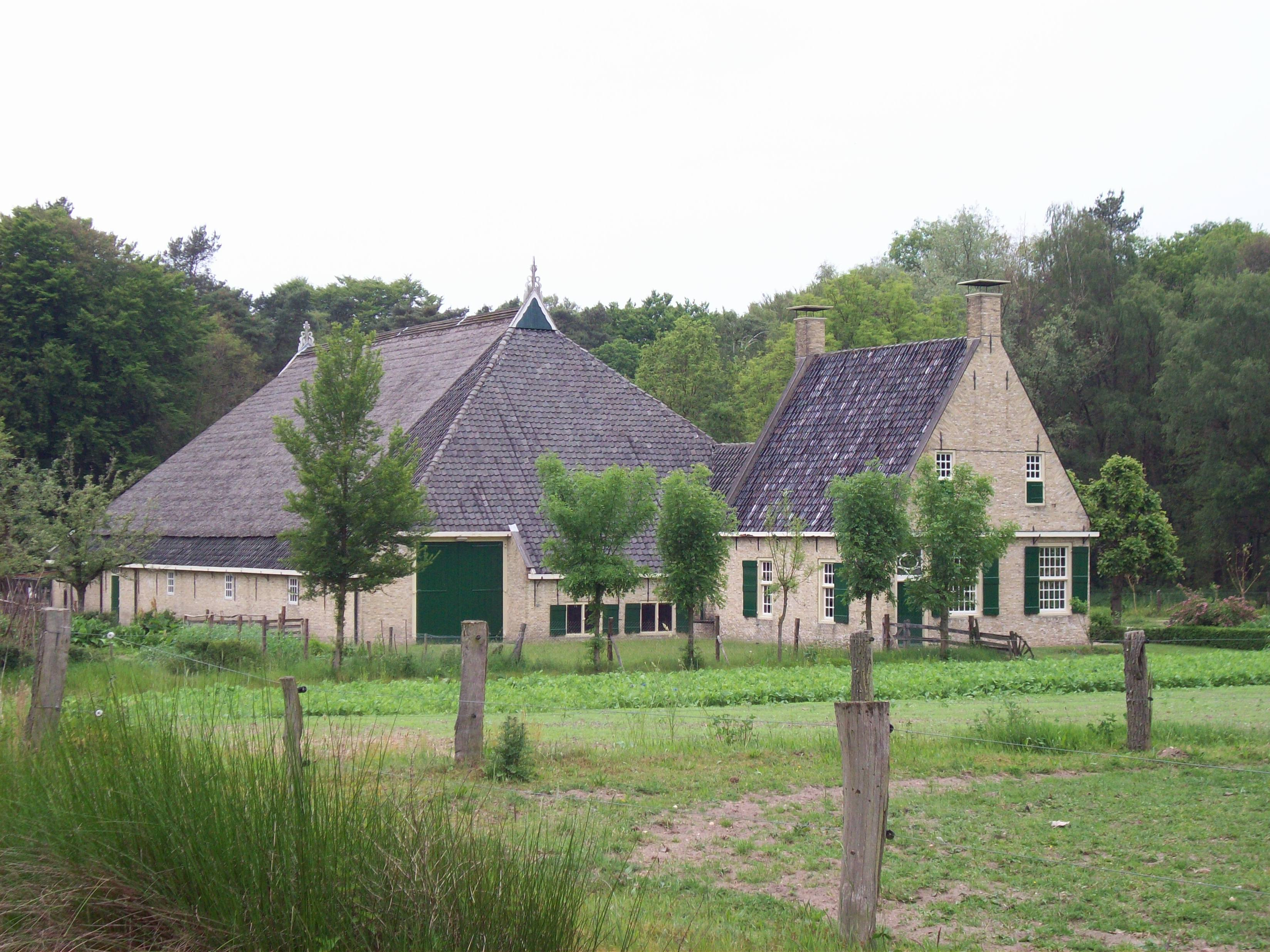
Ферма у селі
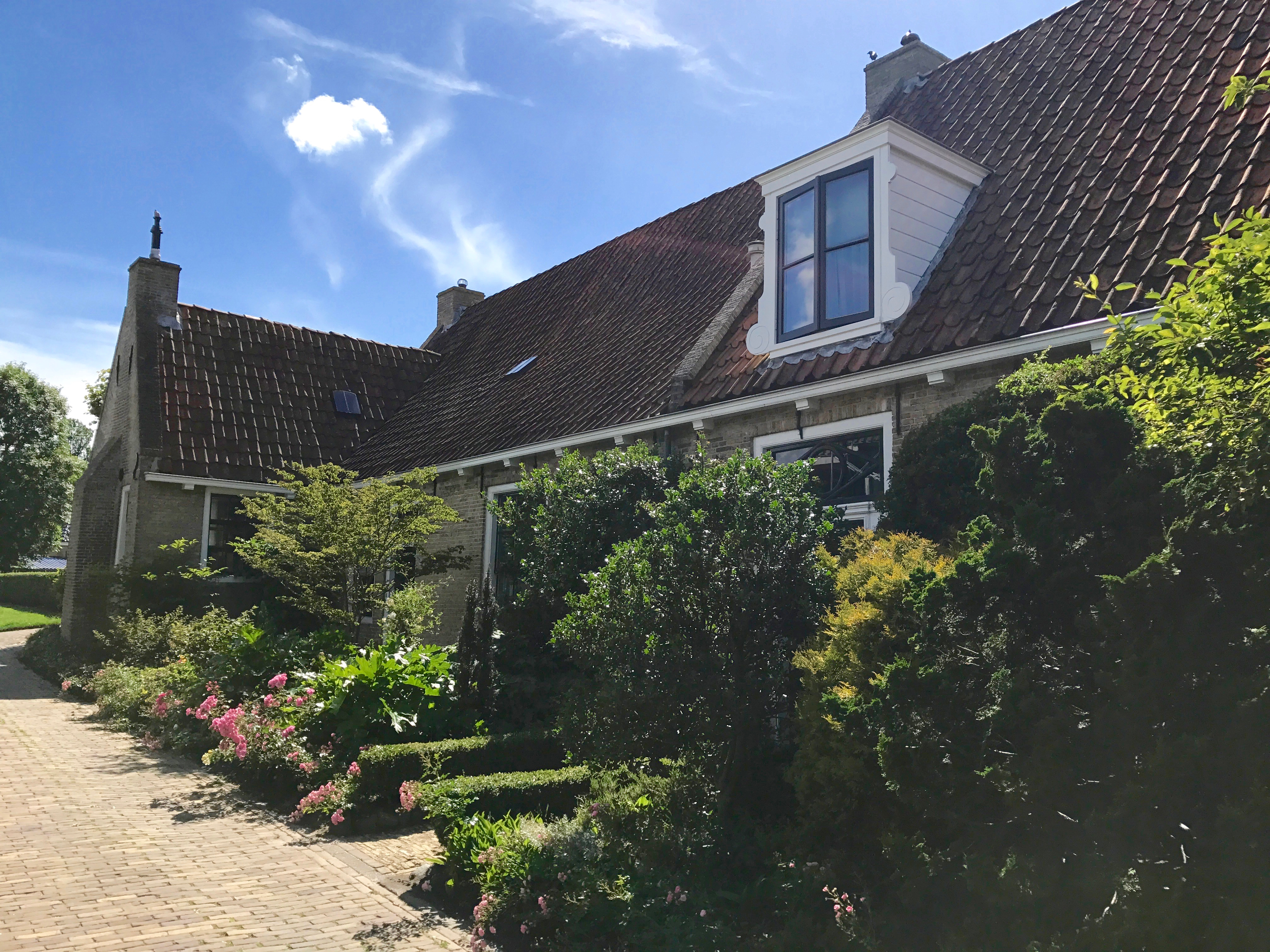
Будинок у Мідлюмі